# 蓝烟铁路
蓝烟线，通称蓝烟铁路，全线位于山东省，西南起青岛市即墨区蓝村镇（若从蓝村西站算，则起自胶州市李哥庄镇），东北至烟台市，1985年底正线全长183.865千米（2010年底电化延长正线全长共计198.765千米），与胶济线相交于蓝村站，与地方铁路桃威线相交于桃村站。电气化后共有车站14个，其中区段站1个（烟台站）。

## 初期建设
蓝烟线始建于1952年8月，由铁道部设计局第三勘测总队负责勘测设计，修建初期由铁道部新建铁路工程总局第五工程局负责工程施工。1954年10月，铁道部新建铁路工程总局第五工程局调往河南洛阳修陇海铁路郑州到宝鸡段复线，由济南铁路局基建处负责工程施工。1956年1月1日，蓝烟线正式通车，同年7月1日交付运营。
蓝烟线全线共完成土石方工程766.3万立方米，正线铺轨183.696千米，站线铺轨29.570千米，建桥126座，涵渠121座，全线实际投资6637.82万元。
1997年，蓝烟复线工程开工建设，2001年工程竣工，全线投入运营。

## 电气化改造
2008年11月25日，蓝烟线电气化改造项目报告通过评审。因烟台站改造工程指挥部的争取，铁道部正式批准，改造工程从蓝村站改由烟台站开始，以减少二次施工对新建成的烟台站的破坏，降低电气化改造施工对新站投入使用的影响。后于12月26日在位于栖霞市桃村镇的桃村站举行了开工仪式，2009年4月2日，工程正式启动。5月21日，烟台站站内电气化改造工程竣工。2010年8月4日6时，蓝烟线电气化改造站改及线下总工程基本全部完成，正式转入送电和列车实验阶段。26日下午，蓝烟全线送电。27日上午11时09分，第一辆电力机车驶入烟台站。
蓝烟线电气化改造工程由中铁二局股份公司承建，蓝村西站（含）至烟台站（含），线路长度约186.652千米；烟大轮渡烟台端，自珠玑站（不含）至烟台北站（含），线路长度约12.113千米。正线全长共计198.765千米。此次工程封闭中间站山前店、回里2站。蓝村站部分到发线延长至1050m，莱阳站到发线均延长至1050m，福山站既有到发线和编发线有效长全部延长至1050m。其余车站除珠玑及烟台站外，车站到发线有效长均延长至1050m。主要工作内容包括迁改、路基、桥涵、轨道、通信、信号及信息、电力及电力牵引供电工程、站场房屋建筑等，设计等级为Ⅰ级，正线数目为双线。工程总投资15.7亿元，工期18个月，计划于2010年8月底竣工。竣工后，全线可通行电力机车，列车运行时速可由80千米提高到120千米，牵引能力从3500吨提高到5000吨，运输能力由5000万吨提高到7000万吨。

## 动车组运行
2018年1月22日，龙烟线开通客运，龙烟线上所有列车均经由蓝烟线珠玑至烟台段进入烟台站。济南至龙口、龙口至威海、青岛等方向列车，均在烟台站换向。